# 社会主义融合
社会主义融合（西班牙語：Convergencia Socialista，缩写为CS）是墨西哥的一个已不存在的托洛茨基主义组织，拥有“全国政治协会”法律地位。该组织成立于1996年，前身是工人革命党。2004年，该组织参与创建了左翼选举联盟社会主义联盟。该组织的核心成员约有300人。该组织曾是第四国际的同情组织。